# LOHRO
LOHRO (Akronym für Lokalradio der Hansestadt Rostock) ist ein Radiosender im Format des redaktionell verantworteten Mitmachradios in Rostock. Unterstützt wird der nichtkommerziell arbeitende Sender unter anderem von verschiedenen öffentlichen Institutionen. LOHRO ist Mitglied im Bundesverband Freier Radios.
Nach mehrfachem Probebetrieb, z. B. während der Hanse Sail, ging LOHRO am 1. Juli 2005 dauerhaft auf Sendung.

## Konzept
Die an Entstehung und am Fortbestand des Senders Mitwirkenden haben es sich zum Ziel gemacht, auch lokalen Künstlern und neuen Musikrichtungen eine Plattform zu bieten und ein Programm zu senden, das sich vom Mainstream-Radio abhebt. Es gibt Redaktionen für Funk & Soul, Gendermainstream, Rockzone, Hörspiel, Interkulturelles, Jazz & Blues, Kultur, Literatur, Musik, Weltmusik, Drum & Bass, Ska, Punk, Metal, Reggae, Politik, Satire, Sport und Umwelt.
Das Programm basiert auf dem Prinzip des redaktionell verantworteten Mitmachradios. Es kann sich jeder in das Programm einbringen, der sich für die Radioarbeit qualifiziert. Es gibt ein festes Programmschema und die Sendungen werden nicht, wie im offenen Kanal üblich, einzeln verantwortet, sondern der Sender steht als Gesamteinheit dafür. Das Programm besteht aus drei Teilen: 1. aus dem Tagesprogramm, das als Begleitprogramm funktioniert, 2. aus dem Abendprogramm mit seinen Spezialsendungen und 3. aus dem automatisierten Programm in der Nacht sowie den redaktionell noch nicht bearbeiteten Zeiträumen. Das Abendprogramm setzt auf Musikspezialprogramme, die die Musikszene der Stadt abbilden und sowohl von professionellen DJs und Musikliebhabern gleichermaßen realisiert werden. 
Der Sender wird von zwei Vereinen getragen: vom Kulturnetzwerk Mecklenburg-Vorpommern als Lizenzinhaber und vom foerderverein.LOHRO, der den Sender fördert und die Aus- und Fortbildung organisiert. Der Sender bestreitet seinen Unterhalt aus Projektmitteln verschiedener Organisationen, den Mitgliedsbeiträgen der Vereine und Sponsoring. 
Das Programm wurde als Pilotprojekt zunächst bis 2010 lizenziert. Am 30. Juni 2010 erteilte der Medienausschuss MV in Schwerin dem Kulturnetzwerk e. V. die Zulassung als Rundfunkveranstalter gemäß RundfG MV und verlängerte die bestehende Frequenz 90,2 MHz an LOHRO für 10 Jahre ab 1. Januar 2011. Die Lizenzverlängerung bis 2030 erfolgte am 30. November 2020 durch die Medienanstalt Mecklenburg-Vorpommern.
LOHRO bezog Anfang 2014 mit dem Abschluss der Renovierungsarbeiten das Kunst- und Medienzentrum Frieda 23. Hierbei konnte mit Beihilfe von Spendengeldern ein neues, barrierefreies Studio realisiert werden. LOHRO selbst ist Anteilseigner an der gemeinnützigen KARO AG, die das Gebäude bewirtschaftet.

## Verbreitung
Gesendet wird rund um die Uhr:
- terrestrisch (UKW 90,2 MHz), empfangbar nur im Stadtgebiet Rostocks
- terrestrisch (DAB+ Kanalblock 10A)[5]
- digital im Rostocker Kabelnetz (122,00 MHz) und
- per Internet-Stream.